# ألان إسحاق
ألان إسحاق (20 فبراير 1952 في نيوزيلندا - ) (بالإنجليزية: Alan Isaac)‏ هو لاعب كريكت نيوزلندي.

## وصلات خارجية
- ألان إسحاق على موقع إي آس بي آن كريك إنفو (الإنجليزية)
- ألان إسحاق على موقع أوليمبيديا (الإنجليزية)